# Ioan Mihail Racoviță
Ioan Mihail Racoviță (n. 7 martie 1889, București – d. 28 iunie 1954, Sighet) a fost un general român, Ministru al Apărării în perioada 23 august 1944 - 5 noiembrie 1944 în guvernul Sănătescu.

## Biografie
În 1906 a fost admis la Școla de Ofițeri de Cavalerie. După primul an a fost trimis în Germania, la Școala Militară din Hanovra, unde a mai făcut doi ani, absolvind în 1909.
A debutat ca sublocotenent în Regimentul 2 Roșiori (de la Bârlad), cu care a participat la campania din Bulgaria din 1913.
S-a întors în Germania în 1910, pentru a urma cursurile Școlii de Echitație de la Pandeborn pe care a terminat-o în 1911. În același an a fost promovat locotenent, iar în 1916 căpitan. În 1917 a fost avansat maior, ca de altfel majoritatea ofițerilor români.

## Perioada interbelică
După război, maiorul Mihail Racoviță a fost admis la Școala Superioară de Război, absolvind în 1921. În 1923 a devenit locotenent colonel, iar în 1928 colonel. A fost promovat la gradul de general de brigadă în 1936. Patru ani mai târziu era general de divizie.

## Al Doilea Război Mondial
În 1941 a fost numit comandantul Corpului de Cavalerie, funcție pe care a deținut-o în primii doi ani de război, în timpul cărora a ajuns până pe coasta estică a Mării Negre, în Caucaz. Forțele de sub comanda sa au forțat Nistrul și au urmărit trupele sovietice în retragere, capturând 12.783 de prizonieri, 450 de vehicule și 70 de tancuri. Generalul Racoviță a fost decorat pe 17 octombrie 1941 cu Ordinul „Mihai Viteazul” cl. III-a „pentru priceperea deosebită, curajul și hotărîrea cu care a organizat și condus acțiunea Corpului de Cavalerie, la forțarea liniei fortificate a Nistrului și pentru felul cum a organizat și condus acțiunea de urmărire a inamicului, reușind să-i producă pierderi serioase și să captureze un bogat material de războiu”.
În 1942 a fost promovat general de corp de armată și a condus Corpul de Cavalerie în campania din Caucaz, pe malul estic al Mării Negre, unde a înaintat până în peninsula Taman și a luat parte la cucerirea porturilor Anapa și Norovosiysk.
Între 1 ianuarie 1943 - 30 octombrie 1943 a fost numit comandant al garnizoanei București. Pe 1 noiembrie 1943, a primit comanda Corpului Mecanizat. Între 25 ianuarie 1944 - 31 iulie 1944 a preluat Armata a 4-a pe care a condus-o în luptele defensive din vara acelui an. A fost ultimul ofițer român decorat cu Crucea de Cavaler.
Pe 24 august 1944, a fost numit Ministru al Apărării și a rămas în funcție până pe 4 noiembrie.
Generalul Racoviță a fost numit la 1 septembrie 1944 în funcția de ministru al apărării naționale.
Între 20 mai 1945 și 20 mai 1946 a fost comandatul Inspectoratului General de Armată nr. 3.
La 1 mai 1946 fost promovat general de armată și numit la comanda Armatei 1, unde a rămas până la 30 iunie 1947.
Pe 1 septembrie 1947 a fost trecut în rezervă, iar în iunie 1950 a fost arestat și închis la Sighet, unde a decedat pe 28 iunie 1954.
Ioan Mihail Racoviță a comandat cu succese notabile diferite corpuri militare care au luptat alături de trupele germane în cadrul atacului împotriva URSS-ului și a fost decorat pentru aceste reușite.

## Decorații
- Ordinul „Coroana României” în gradul de Comandor (8 iunie 1940)[5]
- Ordinul Militar „Mihai Viteazul” clasa III-a (17 octombrie 1941)[2]
- Crucea de Cavaler a Crucii de Fier - 7 iulie 1944
- Crucea de Fier cl. I - 1941
- Crucea de Fier cl. II - 1941

## Legături externe
- General de corp de armată Mihail Racoviță